# 5523 Luminet
5523 Luminet (1991 PH8) là một tiểu hành tinh vành đai chính được phát hiện ngày 5 tháng 8 năm 1991 bởi H. E. Holt ở Palomar.